# بسمة منال (مسلسل)
بسمة منال هو مسلسل كويتي من بطولة الفنانة هدى حسين و جاسم النبهان و عبد الرحمن العقل و بثينة الرئيسي و علي كاكولي و عبد الله الطليحي.
تدور الاحداث حول امرأة اسمها (منال) تتهم بقتل زوجها (فراس) و تساعدها المحامية (بسمة) لانقاذها من الحكم بالأعدام .

## ملخص القصة
تدور الأحداث في إطار درامي اجتماعي ، حيث المحامية (بسمة) التي تترافع عن أرملة شابة اتهمت بقتل زوجها ، فتحاول جاهدة البحث عن الأدلة التي تثبت براءة موكلتها ، وتتوالى الأحداث ، حيث تتعرض المحامية للعديد من المواقف ، والمفارقات .

## الأدوار
| الممثل / الممثلة    | الـــــدور    |
| ------------------- | ------------- |
| هدى حسين            | المحامية بسمة |
| جاسم النبهان        | أبو عبد الله  |
| عبد الإمام عبد الله | ابو فراس      |
| عبد الرحمن العقل    | المحقق طلال   |
| بثينة الرئيسي       | منال          |
| هند البلوشي         | منيرة         |
| علي كاكولي          | جراح          |
| عبد الله الطليحي    | يعقوب         |
| غرور                | ام فراس       |
| هنادي الكندري       | ريم           |
| سوسن الهارون        | الدكتورة مها  |
| عبد المحسن القفاص   | خالد          |
| غدير الفهد          | روان          |